# Die Todesreiter von Laredo
Die Todesreiter von Laredo ist ein US-amerikanischer Western aus dem Jahr 1949 von Leslie Fenton mit William Holden und Macdonald Carey in den Hauptrollen. Der Film wurde von Paramount Pictures produziert und ist eine Neuverfilmung des 1936 unter der Regie von King Vidor entstandenen Texas Rangers. Beide Filme basieren auf dem Buch The Texas Rangers: A Century of Frontier Defense von Walter Prescott Webb, wobei hier im Vorspann als Grundlage das Originaldrehbuch von Louis Stevens und Elizabeth Hill genannt wird.

## Handlung
Jim Dawkins, Lorn Reming und Reuben Jones sind Postkutschenräuber. Nach einem ihrer Überfälle stoßen sie auf die junge Rannie Carter und beschützen sie vor dem skrupellosen Steuereintreiber Charley Calico, der Rannies Onkel ermordet und dessen Viehherde gestohlen hat. Reuben erzählt Rannie, sie seien Inspektoren für Viehherden. Lorn zahlt dem Rancher Pop Lint 500 Dollar, damit Rannie bei ihm bleiben kann. Er soll sich ihr gegenüber als Freund der Familie ausgeben. Calico und seine Männer verfolgen Jim, Lorn und Reuben. Im Verlauf trennt sich Lorn von den anderen.
Während des nächsten Jahres erarbeitet sich Lorn einen Ruf als Räuber. Einen seiner Überfälle vereiteln Jim und Reuben, als sie erkennen, dass Lorn eine Kutsche voll mit Texas Rangers überfallen will. Lorn wird gefangen genommen, Jim und Reuben als neue Texas Ranger eingeschworen. Lorn kann entkommen, was Jim und Reuben als Nachlässigkeit angelastet wird. Die Rangers werden beauftragt, eine Viehherde auf ihren Trieb nach Mexiko zu bewachen. Lorn kann ein paar der Rinder stehlen und lässt zu, dass Jim und Reuben die Tiere wieder zurückbringen, um ihren Ruf in der Truppe zu erhöhen. Lorn erhält in Zukunft Informationen über die nächsten Viehtriebe.
Da die Rangers nur auf Anforderung tätig werden dürfen, überzeugen Jim und Reuben ihren Freund Lorn, gegen Calico vorzugehen. Lorn plant, Calicos Posten zu übernehmen. Er bringt den Sheriff dazu, eine formelle Hilfsanforderung bei den Rangers zu stellen, so dass Jim und Reuben sich auf den Weg zu Calicos Verhaftung machen können. Calicos Ranch befindet sich in der Nähe von Lints Ranch. Die Ranger sehen, dass Lints Ranch niedergebrannt wurde. Pop Lint selber starb an einem Herzinfarkt. Jim tötet Calico und wird als Held angesehen. Jim und Reuben wollen von nun an ein ehrliches Leben führen. Lorn verspricht, ihnen aus dem Weg zu gehen.
Lorn beginnt Rannie den Hof zu machen. Jim hat ihr einen Antrag gemacht, den die junge Frau jedoch abgewiesen hat. Doch als Lorn beginnt, Rannie zu bedrängen, erkennt diese ihren Fehler. Mit der Zeit wird Lorn zu einem Ärgernis für die Ranger. Einer ihm gestellten Fälle kann er entkommen, wird aber angeschossen. Er flieht zu Rannies Ranch und wird von Jim verarztet. Rannie kümmert sich in der Folge um Lorns Genesung. Als die Ranger eine Jagd auf Lorn organisieren, quittiert Jim den Dienst, wird aber wegen seiner früheren Straftaten festgenommen. Reuben sucht auf eigene Faust nach Lorn und wird von diesem erschossen. Jim fordert seine Freilassung, um den Tod seines Freundes rächen zu können. Erst als Lorn Rannie als Geisel nimmt und Jims Freilassung erpresst, kann Jim nach Laredo reiten. Jim weigert sich, Lorn entkommen zu lassen, es kommt zu einer Schießerei zwischen den ehemaligen Freunden. Doch es ist Rannie, die Lorn tötet und somit Reubens Tod rächt.

## Produktion

### Hintergrund
Gedreht wurde der Film vom 13. Juli bis zum 26. August 1948. Zusätzliche Nachdrehs fanden zwischen dem 27. und 31. August und zwischen dem 15. und 17. September 1948 statt. Drehorte waren Gallup (New Mexico), die Movie Ranch von Ray Corrigan im Simi Valley, die Paramount-Movie-Ranch in Agoura Hills sowie Paramount-Studios in Hollywood.
Laut einem Artikel im The Hollywood Reporter vom August 1947 kaufte Paramount die Filmrechte an einer Geschichte mit dem Titel Streets of Laredo von Norman Reilly Raine. In Unterlagen der Paramount Collection der Academy of Motion Picture Arts and Sciences (AMPAS) wird Raine zusammen mit Charles Marquis Warren und Lynn Foot aufgeführt. Warren und Root arbeiteten am Drehbuchentwurf, doch weder Raine noch Root bekamen einen Credit.

### Stab
Henry Bumstead und Hans Dreier waren die Art Directors, Sam Comer und Bertram C. Granger die Szenenbildner. Farciot Edouart war für die Spezialeffekte verantwortlich, Wally Westmore für das Make-up.

### Besetzung
In kleinen, nicht im Abspann erwähnten Nebenrollen traten Bob Burns, Byron Foulger und Hank Worden auf.

## Synchronisation
Die deutsche Synchronfassung wurde von der Berliner Synchron GmbH Wenzel Lüdecke erstellt.
| Rolle                | Schauspieler    | Deutscher Synchronsprecher |
| -------------------- | --------------- | -------------------------- |
| Jim Dawkins          | William Holden  | Wolfgang Borchert          |
| Lorn Reming          | Macdonald Carey | Siegfried Schürenberg      |
| Rannie Carter        | Mona Freeman    | Christel Merian            |
| Reuben Jones         | William Bendix  | Willi Rose                 |
| Major Bailey         | Stanley Ridges  | Paul Wagner                |
| Charley Calico       | Alfonso Bedoya  | Alfred Balthoff            |
| Cantrel              | Ray Teal        | Hans Emons                 |
| Pop Lint             | Clem Bevans     | Carl Heinz Carell          |
| Phill Jessup         | Grandon Rhodes  | Martin Held                |
| Bürgermeister Towson | Perry Ivins     | Martin Held                |

## Veröffentlichung
Die Premiere des Films fand am 11. Mai 1949 in New York statt. In der Bundesrepublik Deutschland kam er am 15. April 1953 in die Kinos.

## Kritiken
Der Filmkritiken-Aggregator Rotten Tomatoes hat in einer Auswertung von 7 Kritiken eine Zustimmungsrate von 57 Prozent errechnet. Das Publikumsergebnis hat sich bei 75 Prozent positiver Bewertungen eingependelt.
Das Lexikon des internationalen Films schrieb: „Wiederverfilmung von King Vidors Star-Western "Texas Rangers" (1936), unprätentiös und bemerkenswert in seinem Ansatz, Gerechtigkeit und Freundschaft in den Vordergrund zu rücken. Inszenatorisch eher in den durchschnittlichen Bahnen des Genres.“
Bosley Crowther von der The New York Times befand, das Drehbuch müsse 15 Pfund gewogen haben, das meiste davon einzeilig geschriebener Dialog. Den Stars werde die Bürde auferlegt, den Film zu tragen, dessen Geschichte in grober Weise abgedroschen sei.
Der Kritiker des Time Magazine merkte an, der Film biete einen vernünftigen Anteil an Landschaftsaufnahmen, ein geringes Maß an Schießen und Reiten und viel zu viel Grübeln, ob Ranger Holden seinen alten Freund Carey betrügen soll.
Bob Thomas schrieb im Santa Cruz Sentinel, die Geschichte sei einem so bekannt wie die eigene Hand, auch die Action biete nichts Neues. Dennoch sei das Ganze irgendwie spannend, was wohl an der fähigen Besetzung liege.
Tzveta Bozadijeva schrieb im Portal filmreporter.de: „"Streets of Laredo" ist der vorletzte Film in Fentons Regiekarriere. Entsprechend routiniert ist sein Stil. Die Inszenierung folgt den ungeschriebenen Gesetzen des Genres. Klassischer Western, der dank seinen charismatischen Darstellern unterhält.“

## Auszeichnungen
Charles Marquis Warren wurde 1950 für den Writers Guild of America Award in der Kategorie Best Written American Western nominiert.